# Elektromekanik

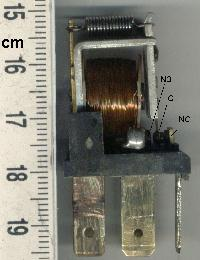
Ett relä är en vanlig elektromekanisk anordning.

Elektromekanik beskriver en kombination av elektroteknik och maskinteknik. Det handlar om apparater där elektriska komponenter samverkar med mekaniska komponenter. En sådan komponent är reläet. Ett relä har en låg styrspänning i en krets. När den slås på eller av sluter den eller öppnar den en annan elektrisk krets, där både spänning och ström kan vara betydligt större. Denna styrning sker inte via halvledare som transistorer utan genom en elektromagnet. Därför blir kretsarna galvaniskt isolerade (det finns inga elektriska ledare mellan dem).

## Andra komponenter
Det finns även andra elektromekaniska komponenter och apparater som:
- bimetallbrytare
- fördelardosor i bilar
- stegmotorer
- koordinatväljare, en automatisk telefonväxel baserad på reläer
- elektrisk manövermagnet, ofta kallad solenoid
- elektriska skrivmaskiner
- mycket tidiga elektromekaniska digitala datorer

Dessa användes i stor utsträckning innan utvecklingen av modern elektronik. Solid-state elektronik har ersatt elektromekanik i många tillämpningar.

## Historik
Den första elmotorn uppfanns 1822 av Michael Faraday. Motorn utvecklades bara ett år efter att Hans Christian Ørsted upptäckte att flödet av elektrisk ström skapar ett proportionellt magnetfält. Denna tidiga motor var helt enkelt en tråd delvis nedsänkt i ett glas kvicksilver med en magnet i botten. När tråden kopplades till ett batteri skapades ett magnetfält och denna interaktion med magnetfältet som magneten bildade fick tråden att snurra.
Tio år senare uppfanns den första elektriska generatorn, återigen av Michael Faraday. Denna generator bestod av en magnet som gick genom en trådspole och inducerade ström som mättes med en galvanometer. Faradays forskning och experiment inom elektricitet är grunden för de flesta moderna elektromekaniska principer som är kända idag.
Intresset för elektromekanik ökade med forskningen om långdistanskommunikation. Den industriella revolutionens snabba produktionsökning gav upphov till en efterfrågan på intrakontinental kommunikation, vilket gjorde det möjligt för elektromekanik att ta sig in i offentlig tjänst. Reläer har sitt ursprung inom telegrafi eftersom elektromekaniska anordningar användes för att återskapa telegrafsignaler. Strowger-växeln, panelväxeln och liknande enheter användes i stor utsträckning i tidiga automatiserade telefonväxlar. Tvärstångsbrytare installerades först i mitten av 1900-talet i Sverige, USA, Kanada och Storbritannien och dessa spreds snabbt till resten av världen. 
Elektromekaniska system genomgick en stor utveckling åren 1910-1945 när världen försattes i globalt krig två gånger. Första världskriget medförde en explosion av ny elektromekanik då strålkastare och radioapparater användes av alla länder. Vid andra världskriget hade länder utvecklat och centraliserat sin militär kring elektromekanikens mångsidighet och kraft. Ett exempel på dessa som fortfarande används idag är generatorn, som skapades för att driva militär utrustning på 1950-talet och senare användes för bilar på 1960-talet. Efterkrigstidens Amerika hade stor nytta av militärens utveckling av elektromekanik eftersom hushållsarbete snabbt ersattes av elektromekaniska system som mikrovågor, kylskåp och tvättmaskiner. De elektromekaniska TV-systemen i slutet av 1800-talet var dock mindre framgångsrika. 
Elektriska skrivmaskiner utvecklades fram till 1980-talet som "powerassisterade skrivmaskiner". De innehöll en enda elektrisk komponent, motorn. Där tangenttryckningen tidigare hade flyttat en skrivstång direkt, kopplade den nu in mekaniska länkar som styrde mekanisk kraft från motorn in i skrivfältet. Detta gällde också den senare IBM Selectric. På Bell Labs utvecklades 1946 Bell Model V-datorn. Det var en elektromekanisk reläbaserad enhet med cykler i sekundskala. År 1968 var elektromekaniska system fortfarande under allvarligt övervägande för en flygkontrolldator för flygplan, tills en enhet baserad på storskalig integrationselektronik antogs i Central Air Data Computer. 

### Mikroelektromekaniska system (MEMS)
Mikroelektromekaniska system (MEMS) har rötter i kiselrevolutionen, som kan spåras tillbaka till två viktiga kiselhalvledaruppfinningar från 1959. Det monolitiska integrerade kretschipset (IC) av Robert Noyce på Fairchild Semiconductor och metall-oxid-halvledarområdet med effekttransistor (MOSFET) uppfanns vid Bell Labs mellan 1955 och 1960, efter Frosch och Derick upptäckte och använde ytpassivering med kiseldioxid för att skapa de första plana transistorerna, de första där utlopp och källa låg på gemensam yta. MOSFET-skalning, miniatyriseringen av MOSFETs på IC-chip, ledde till miniatyrisering av elektronik (som förutspåtts av Moores lag och Dennard-skalning). Detta lade grunden för miniatyriseringen av mekaniska system, med utvecklingen av mikrobearbetningsteknik baserad på kiselhalvledarenheter, när ingenjörer började inse att kiselchips och MOSFETs kunde interagera och kommunicera med omgivningen och bearbeta saker som kemikalier, rörelser och ljus. En av de första kiseltrycksensorerna mikrobearbetades isotropiskt av Honeywell 1962.
Ett tidigt exempel på en MEMS-enhet är resonant-gate-transistorn, en anpassning av MOSFET, utvecklad av Harvey C. Nathanson 1965. Under 1970-talet till början av 1980-talet utvecklades ett antal MOSFET-mikrosensorer för att mäta fysiska, kemiska, biologiska och miljömässiga parametrar. I början av 2000-talet har det förekommit forskning om nanoelektromekaniska system (NEMS).

## Modern praktisering
Idag används elektromekaniska processer främst av kraftbolag. Alla bränslebaserade generatorer omvandlar mekanisk rörelse till elektrisk kraft. Vissa förnybara energikällor som vindkraft och vattenkraft drivs av mekaniska system som också omvandlar rörelse till elektricitet.
Under de sista trettio åren av 1900-talet blev utrustning som i allmänhet skulle ha använt elektromekaniska anordningar billigare. Denna utrustning blev billigare eftersom den använde mer tillförlitligt integrerade mikrokontrollkretsar som i slutändan innehöll några miljoner transistorer och ett program för att utföra samma uppgift genom logik. Med elektromekaniska komponenter fanns bara rörliga delar, såsom mekaniska elektriska ställdon. Denna mer tillförlitliga logik har ersatt de flesta elektromekaniska enheter, eftersom varje punkt i ett system som måste förlita sig på mekanisk rörelse för korrekt funktion kommer oundvikligen att ha mekaniskt slitage och slutligen misslyckas. Korrekt utformade elektroniska kretsar utan rörliga delar kommer att fortsätta att fungera korrekt nästan oändligt och används i de flesta enkla återkopplingsstyrsystem. Kretsar utan rörliga delar förekommer i ett stort antal föremål från trafikljus till tvättmaskiner.
En annan elektromekanisk anordning är piezoelektriska anordningar, men de använder inte elektromagnetiska principer. Piezoelektriska enheter kan skapa ljud eller vibrationer från en elektrisk signal eller skapa en elektrisk signal från ljud eller mekanisk vibration.